# Thomas Pirner
Thomas Pirner (* 1964 in Nürnberg) ist ein deutscher Politiker der CSU. Seit 2023 ist er Abgeordneter im Bayerischen Landtag.

## Leben
Pirner wurde 1964 in Nürnberg geboren. Nach der Hauptschule machte er 1980 bis 1983 eine Ausbildung als Friseur, 1991 wurde er Meister im Friseurhandwerk und gründete seinen eigenen Betrieb, den er bis heute führt. 1984/85 leistete er seinen Grundwehrdienst in Nürnberg und Regensburg. Von 1998 bis 2015 war er Vizepräsident, seit 2015 ist er Präsident der Handwerkskammer für Mittelfranken. 2010 trat Pirner in die CSU ein. Er gehörte von 2014 bis 2023 dem Stadtrat von Nürnberg an. In diesem Zeitraum war er Sprecher des Ausschusses für Recht, Wirtschaft und Arbeit. Von 2014 bis 2020 war Thomas Pirner Mitglied im Vorstand der Nürnberger CSU-Stadtratsfraktion und bis 2023 war er stellvertretender Verwaltungsratsvorsitzender des Klinikum Nürnberg sowie Aufsichtsratsmitglied der Städtischen Werke Nürnberg.
2022 bewarb sich Pirner parteiintern um die Kandidatur für das Direktmandat im Stimmkreis Nürnberg-Nord. In einer Kampfabstimmung setzte er sich mit 59,74 % der Stimmen gegen die amtierende Landtagsabgeordnete Barbara Regitz durch. Bei der Landtagswahl am 8. Oktober 2023 erhielt er mit 31,4 % das beste Erststimmenergebnis im Stimmkreis vor Verena Osgyan (26,9 %, Bündnis 90/Die Grünen) und Arif Taşdelen (14,3 %, SPD), womit er in den Landtag gewählt wurde, dem er seit dem 30. Oktober 2023 angehört.
Im Bayerischen Landtag ist Pirner Mitglied im Ausschuss für Ernährung, Landwirtschaft, Forsten und Tourismus.